# چیره‌دستی
چیره‌دستی (به انگلیسی: Virtuosity) فیلمی محصول سال ۱۹۹۵ و به کارگردانی برت لنرد است. در این فیلم بازیگرانی همچون دنزل واشینگتن، کلی لینچ، راسل کرو، استیون اسپینلا، ویلیام فورسایت، لوئیز فلچر، ویلیام فیکنر، کستاس مندیلر، کوین جی اکونر، کیلی کوئوکو، کریستوفر مورای، ماری مورو، تریسی لورد و مایکل بافر ایفای نقش کرده‌اند.